# Braț (geografie)

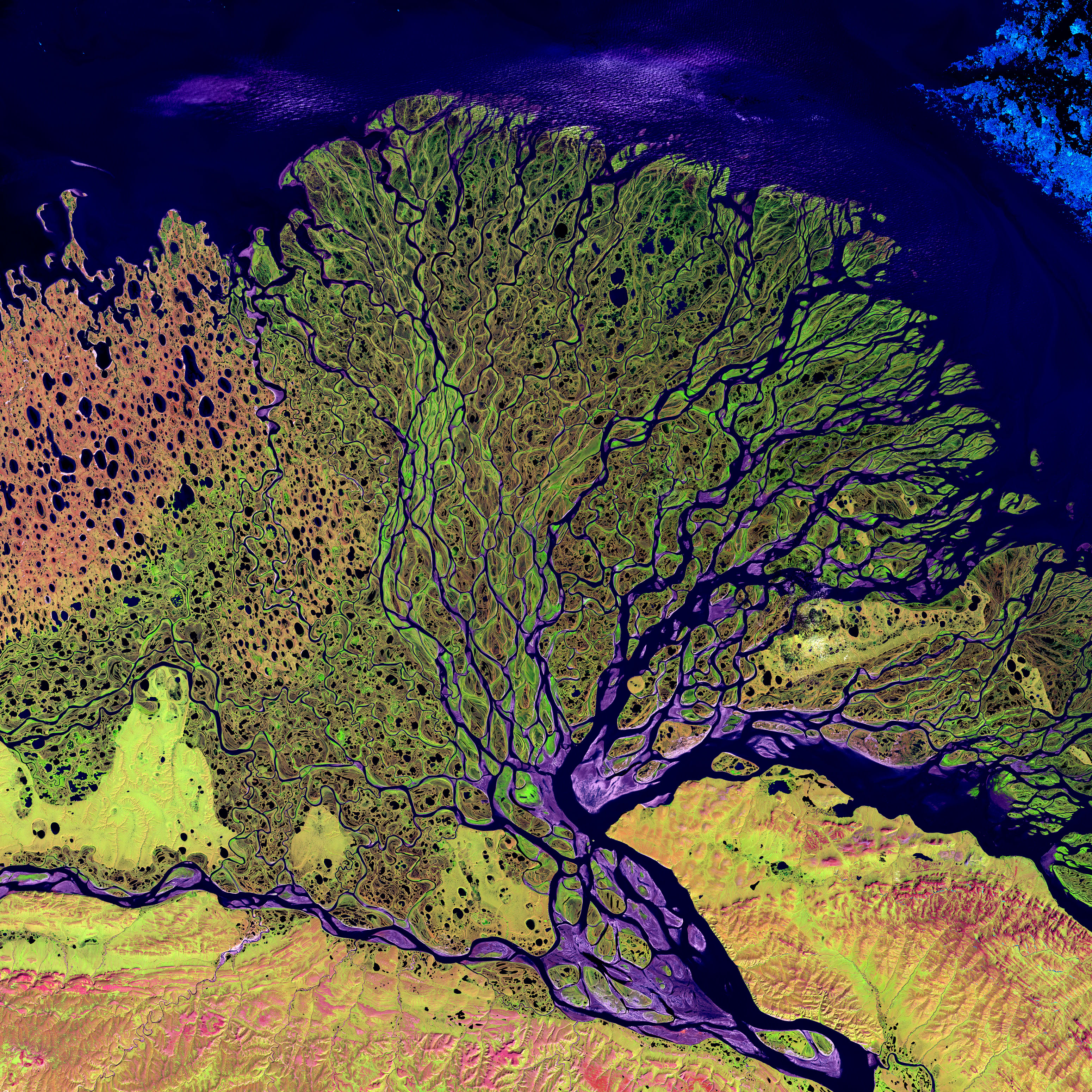
Brațele fluviului Lena în deltă

În geografie termenul braț se referă la o ramificație a cursului principal al unei ape curgătoare; albie secundară care se desprinde din albia principală și pe care se scurge o cantitate mică de apă. Când este mai mic se mai numește gârlă sau (popular) crac.
Brațele unui curs de apă sunt de mai multe feluri:
- braț anastomozat, când ramificația revine în albia principală sau în alta vecină;
- braț mort, care și-a pierdut legătura cu râul, rămânând izolat;
- braț de deltă, când ramificația este difluentă în deltă.